# District de Funai

District de Funai, préfecture de Kyoto.

Le district de Funai (船井郡, Funai-gun) est un district de la préfecture de Kyoto, au Japon.

## Géographie

### Démographie
Au 1er décembre 2014, la population de ce district s'élevait à 15 579 habitants répartis sur une superficie de 303,07 km2.

### Municipalités du district
- Kyōtamba

### Anciennes municipalités
- Hiyoshi (1955-2006) --> voir Nantan
- Mizuho (1951-2004) --> voir Kyōtamba
- Sonobe (1879-2006) --> voir Nantan
- Tanba (1955-2005) --> voir Kyōtamba
- Wachi (1955-2005) --> voir Kyōtamba
- Yagi (1879-2006) --> voir Nantan